# Pomrów wielki
Pomrów wielki (Limax maximus) – gatunek ślimaka z rodziny pomrowiowatych (Limacidae). Wraz z pomrowiem czarniawym są największymi z polskich ślimaków nagich. Jest gatunkiem inwazyjnym.
BudowaCiało o zmiennej barwie, z charakterystycznymi plamami. Osiąga długość do 20 cm. Nie wytwarza zewnętrznej muszli.
WystępowaniePochodzi z południowo-zachodniej Europy. W Polsce jest gatunkiem zawleczonym. Występuje na całym terytorium kraju. W ostatnich latach wzrasta jego liczebność. Jest zaliczany do gatunków szkodliwych. W uprawach rolnych, szczególnie w szklarniach, tunelach foliowych i w przechowalniach może wyrządzać duże szkody. W naturalnym środowisku nie ma wrogów, którzy mogliby w wystarczający sposób redukować jego populację.
BiotopMożna go spotkać w zaroślach, lasach, parkach, ogrodach, ale także w pobliżu domów, tuneli foliowych i szklarni. Zamieszkuje tereny podmokłe, ukrywa się w trawach i różnego rodzaju zacienionych miejscach. Unika miejsc suchych i nasłonecznionych. Szczególnie lubi miejsca z rozkładającą się materią organiczną.
Tryb życiaOdżywia się rozkładającą się materią organiczną oraz grzybami. Występuje też u niego zjawisko kanibalizmu.
RozródJest jajorodny i jest obojnakiem. Może rozmnażać się samodzielnie, bez udziału innego osobnika jako hermafrodyta. Zwykle jednak dochodzi do zapłodnienia krzyżowego pomiędzy dwoma osobnikami. Kopulujące ślimaki (każdy z nich jest hermafrodytą) wykonują charakterystyczny „taniec”, wisząc przy tym na wytworzonych przez siebie pasmach śluzu. Jaja składa w wilgotnym podłożu.

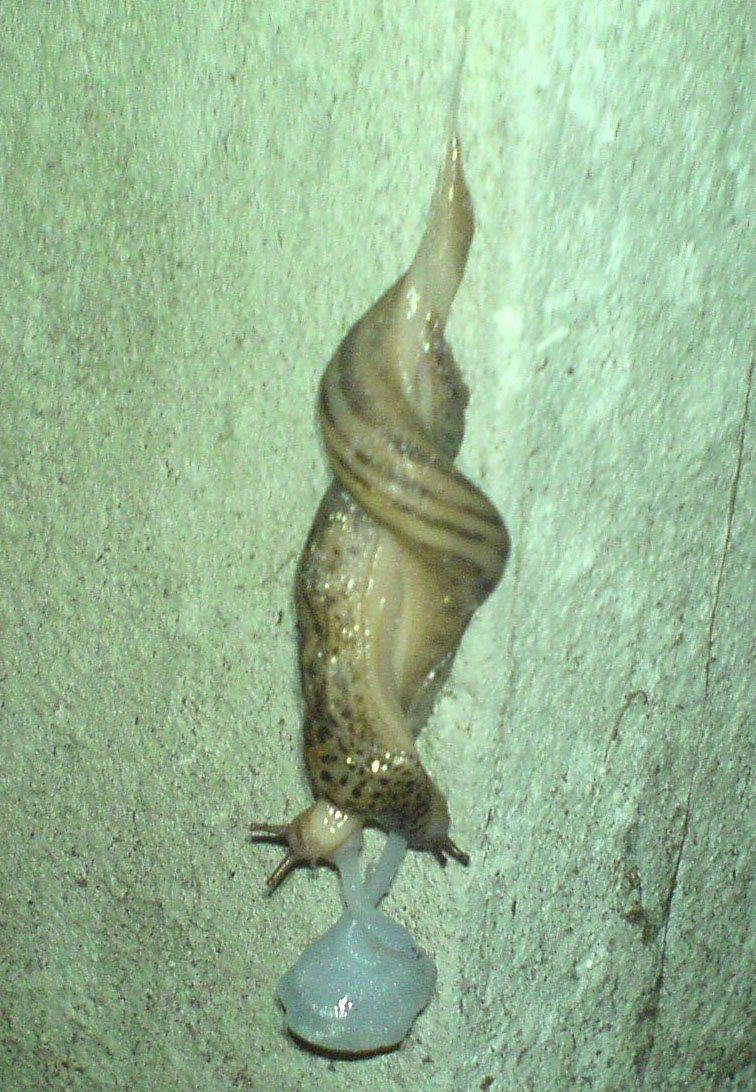
Rozród ślimaków poprzez zapłodnienie krzyżowe